# Begraafplaats van Sad Hill

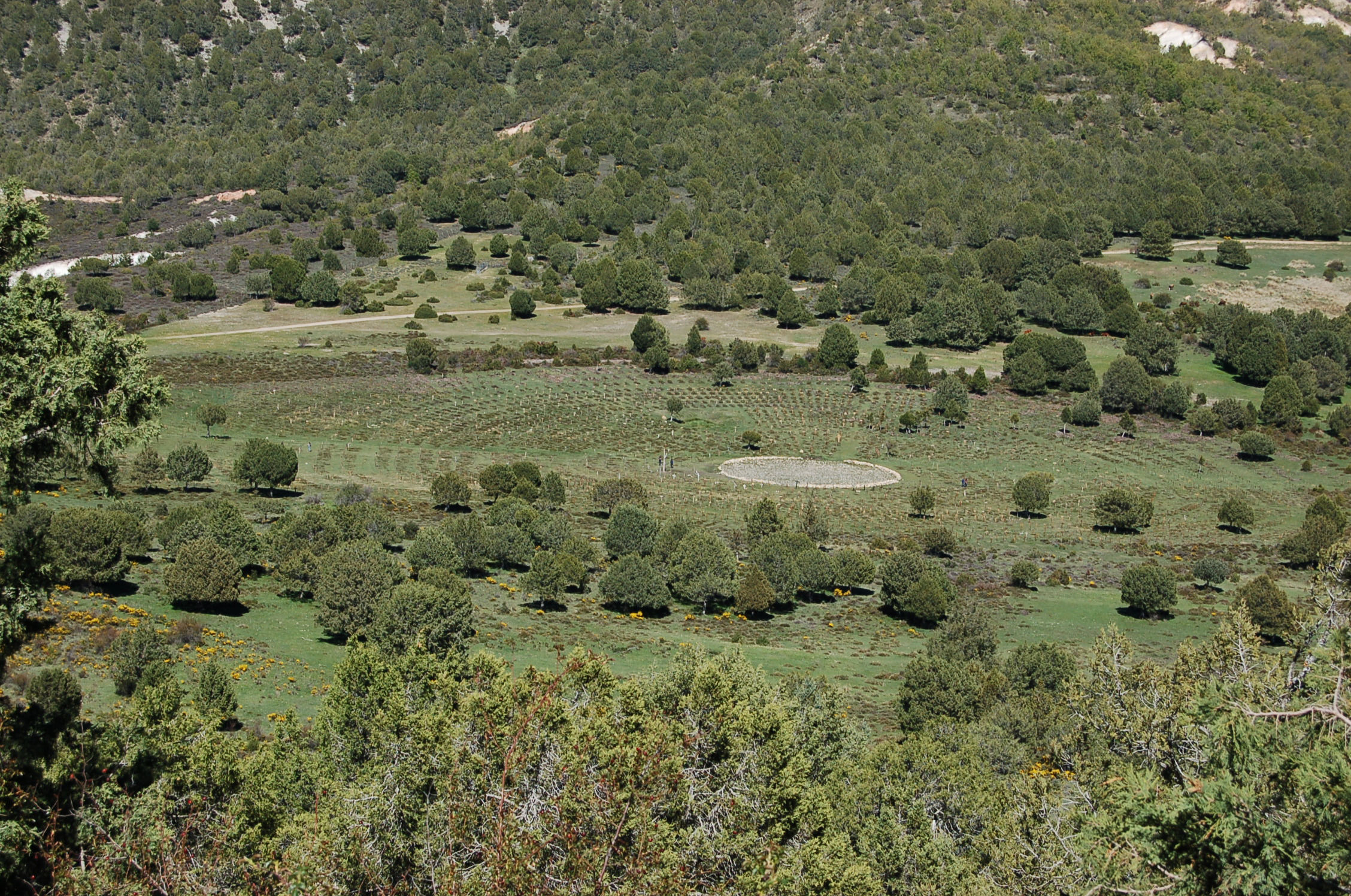
Overzicht van de begraafplaats

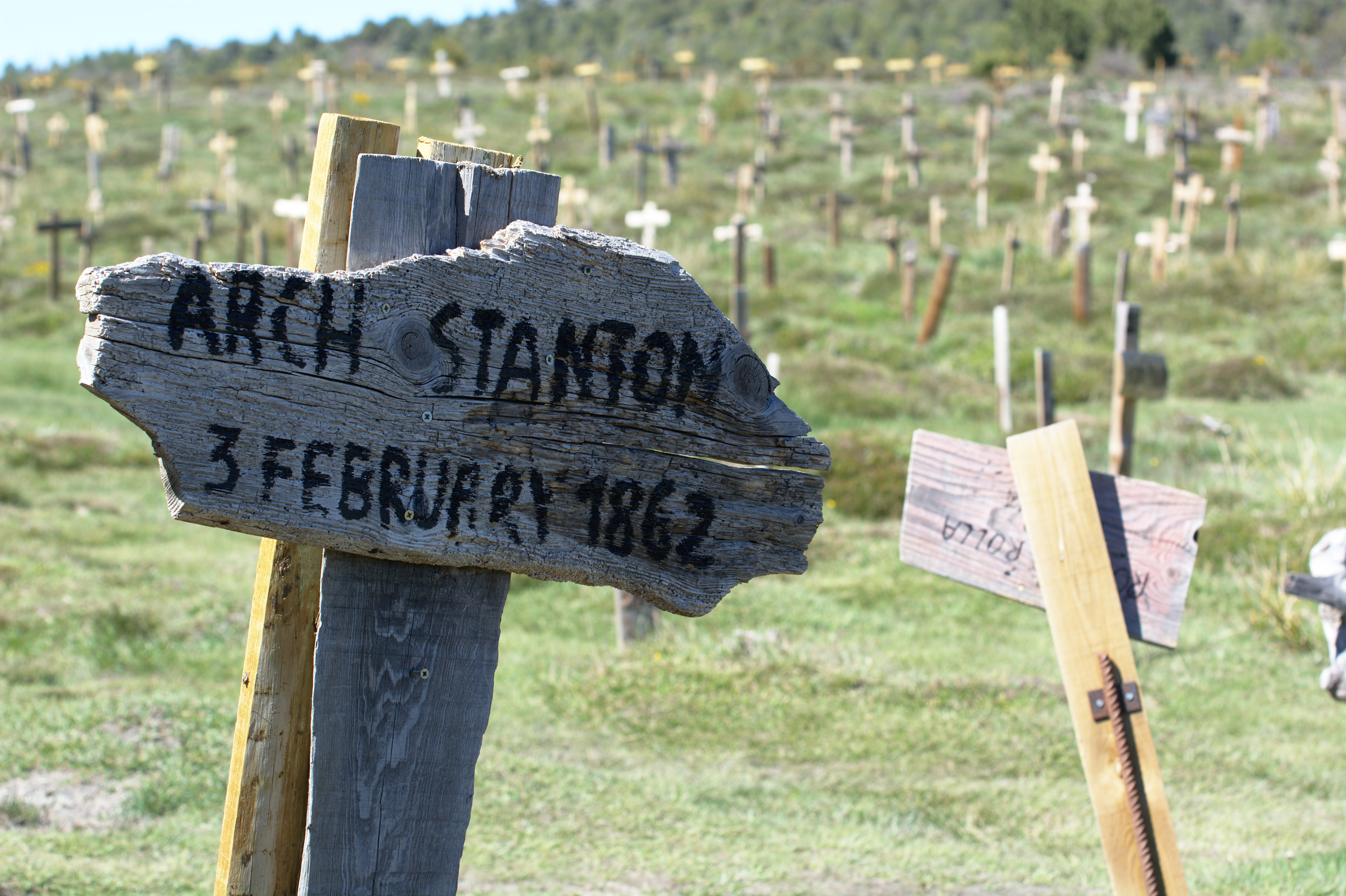
Het graf dat een rol speelt in de plot

Sad Hill is een fictieve begraafplaats die dienst deed als filmset voor de slotscènes van de film The Good, the Bad and the Ugly. De locatie bevindt zich in Noord-Spanje, ongeveer 45 km ten zuidoosten van Burgos.
De begraafplaats werd in 1966 door het Spaanse leger gebouwd, naar een ontwerp van de Italiaanse architect Carlo Simi. Het omvat een rond centraal plein van ruwe steen, omringd door zo'n 5000 grafmarkeringen, meest simpele houten kruisen.
In 2015 en 2016 werd de locatie door Spaanse vrijwilligers gerenoveerd. In ruil voor een donatie kon men een "graf" toegewezen krijgen. Ook de regisseur, componist en andere betrokkenen kregen een kruis. Sad Hill is een toeristenbestemming van bescheiden belang.